# コング (玩具)

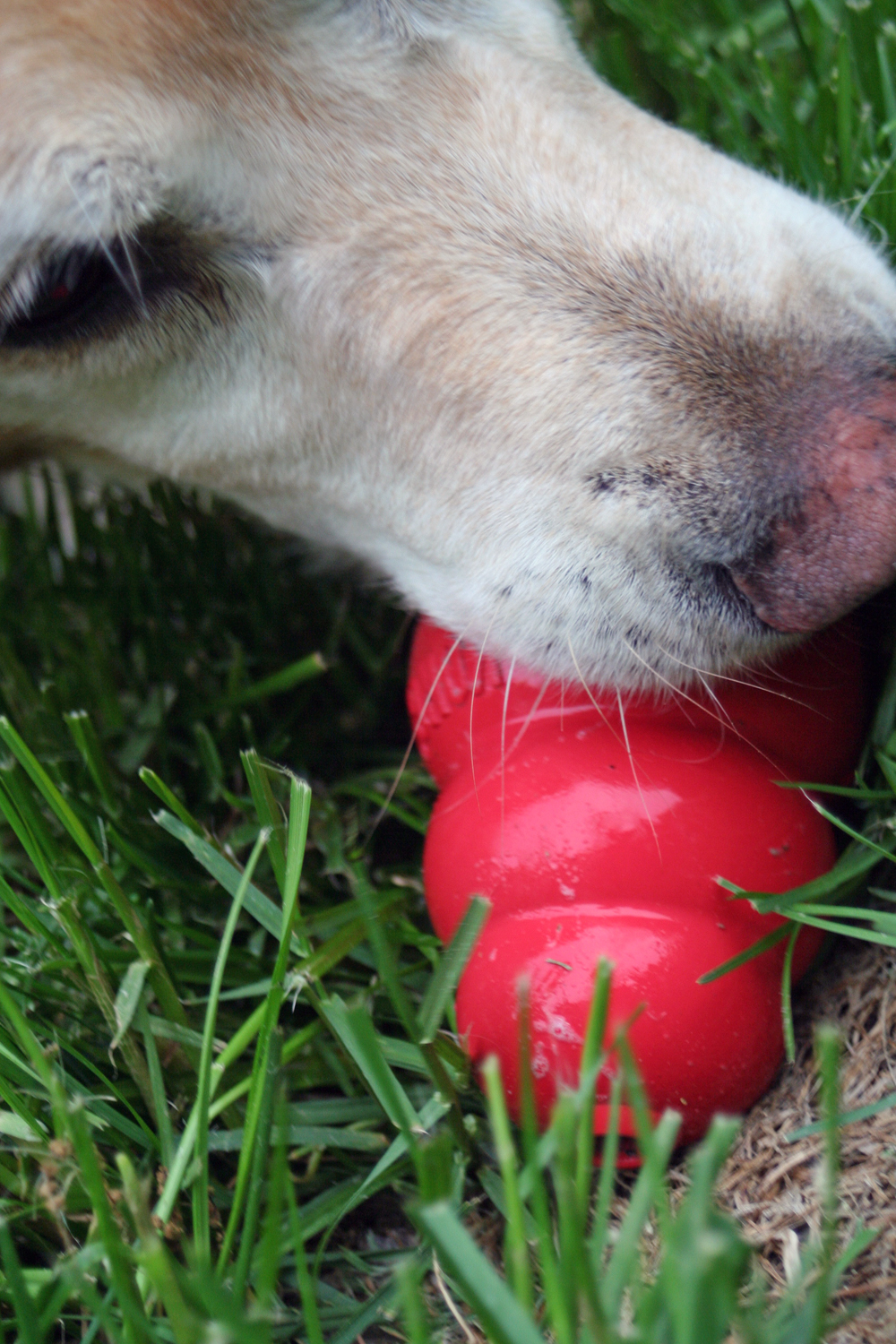
コングで遊ぶ犬。

コング（Kong）は、アメリカ製の犬のしつけ用知育玩具。日本では、コングスペクトラムブランズジャパンが発売している。

## コング製品について

### 使い方
コングは、ゴム製で中が空洞になっており、外観はチョココロネのような形状。その太いほうがおやつを詰める詰め口である。また、反対側にも穴が開いており、いつも清潔に使うことが出来る。中の空洞の中にフードを詰め、犬に与える。それを使い、犬にハウストレーニングなどのしつけをさせることが出来る。また、かむことによって歯磨きにもなる。また、中は特殊な構造になっており、中に入ったおやつが出にくくなっているので、長持ちする。コングは、犬がくわえにくい構造になっているので、愛犬の口より少し大きいサイズを選べば、留守番中に与える場合でも、誤飲を防止できる。

### 種類
- コング製品(知育玩具)一覧

硬さは、コングの硬さを100とした場合。XSは超小型犬用、Sは小型犬用、Mは中型犬用、Lは大型犬用、XL、XXLは超大型犬用である。
| 商品名                  | 色         | サイズ           | 硬さ                | 対象の犬 | 備考 |
| ----------------------- | ---------- | ---------------- | ------------------- | -------- | --- |
| コング                  | 赤色       | XS・S・M・L      | 普通(100)           | 成犬     | - |
| パピ―コング             | 水色、桃色 | XS・S・M         | 軟らかめ(60-70)     | 子犬     | 子犬の乳歯に適した硬さになっている。かむ力が極端に弱い犬に用いることも可能。                                                                           |
| シニアコング            | 紫色       | S・M             | やや軟らかめ(75-85) | 高齢犬   | かむ力が弱い成犬に用いることも可能。 |
| ブラックコング          | 黒色       | M・L・XL         | 硬め(110-120)       | 成犬     | かむ力が強い犬に用いる。 |
| ブルーコング            | 青色       | S・M・L・XL・XXL | 硬め                | 成犬     | かむ力が強い犬に用いる。放射線を通すため誤飲したときレントゲン画像に映り安全。ブルーコングは他メーカーが販売している。                                 |
| デンタルスティック      | 赤色       | Ｓ、Ｍ           | 普通                | 成犬     | 表面の溝にドッグフードやペーストなどを詰めて与え、噛むことで特殊な溝で歯垢を落としやすくする。                                                         |
| パピ―デンタルスティック | 水色       | Ｓ               | 軟らかめ            | 子犬     | 子犬用に開発されたデンタルスティック。 |
| コングワブラー          | 赤色       | -                | -                   | 全犬種   | この商品はゴム製でなく、材質はポリプロピレン製の起き上がりこぼしのようなコングで、中にフードを入れ犬が転がしているうちに穴からフードが出てくる仕組み。 |

- コング専用フード

コングには、それにあった専用フードがある。(P)は、子犬用製品。
| 製品名         | 味 | 備考 |
| -------------- | --- | --- |
| コングペースト | チーズ味(P)、ヨーグルト味、スイートポテト味、ピーナッツバター味、レバー味、チキン味(P)、ミルククッキー味(P) | コングやデンタルスティック、デンタルジャックなどに詰めて与える。夏はペーストを詰めたコングを冷凍庫の中に入れ、アイスコングとしても利用できる。チューブペーストと缶ペーストがある。 |
| コングバイツ   | チーズ味、スイートポテト味                                                                                  | コング専用のドッグフードで、コングにやコングワブラーに入れて与える。 |
| コングジギーズ | チキン味 | コング専用のガムで、コングにぴったり入る大きさ。コングにさし込んで与える。Sサイズ、M/Lサイズがある。かむことによって歯磨きにもなる。                                               |